# Čína na Zimních olympijských hrách 2010
Čínu na Zimních olympijských hrách v roce 2010 reprezentuje výprava 86 sportovců (30 mužů a 56 žen) ve 10 sportech.

## Medailisté
| Medaile | Jméno                                                      | Sport                | Soutěž                 |
| ------- | ---------------------------------------------------------- | -------------------- | ---------------------- |
| Zlato   | Šen Süe Čao Chung-po                                       | Krasobruslení        | Sportovní dvojice      |
| Zlato   | Wang Meng                                                  | Short track          | Ženy 500 m             |
| Zlato   | Čou Jang                                                   | Short track          | Ženy 1500 m            |
| Zlato   | Sun Lin-lin Wang Meng Čang Chuej Čou Jang                  | Short track          | Ženy štafeta 3000 m    |
| Zlato   | Wang Meng                                                  | Short track          | Ženy 1000 m            |
| Stříbro | Pchang Čching Tchung Ťien                                  | Krasobruslení        | Sportovní dvojice      |
| Stříbro | Li Ni-na                                                   | Akrobatické lyžování | Ženy akrobatické skoky |
| Bronz   | Wang Pej-sing                                              | Rychlobruslení       | Ženy 500 m             |
| Bronz   | Kuo Sin-sin                                                | Akrobatické lyžování | Ženy akrobatické skoky |
| Bronz   | Liou Čung-čching                                           | Akrobatické lyžování | Muži akrobatické skoky |
| Bronz   | Wang Ping-jü Liou Jin Jüe Čching-šuang Čou Jen Liou Ťin-li | Curling              | Ženy                   |